# Pont de la Motta
Le pont de la Motta est un pont routier sur la Sarine, situé dans le canton de Fribourg, en Suisse.

## Situation
Le pont de la Motta est le premier pont en amont de la Sarine de la ville de Fribourg. Situé peu après le barrage de la Maigrauge, il se dresse au-dessus des bains du même nom, dont l'étymologie originelle signifie « tertre fortifié », puis « lieu de campagne, terre labourée ».

## Histoire
Le pont de la Motta est construit dans les années 1960 sous sa forme actuelle de pont droit à deux piliers centraux. 

## Sources
- Sébastien Julan, « Fribourg Ponts et passerelles - Traits d’union sur la Sarine », sur lagruyere.ch, 8 août 2006 (consulté le 7 avril 2008).
- Pierre Delacrétaz, Fribourg jette ses ponts, Chapelle-sur-Moudon, éditions Ketty et Alexandre, 1990.